# Pavao Anđelić
Pavao Anđelić (1920-1985) fue un abogado, arqueólogo e historiador bosniocroata y yugoslavo. Estudió principalmente la historia de la Bosnia medieval  y es reconocido por sus trabajos arqueológicos en Mile y la rica zona histórica que rodea la actual ciudad de Visoko, así como en Kraljeva Sutjeska y Bobovac.
Nació en Sultići, Konjic. Cursó el bachillerato franciscano en Visoko y posteriormente la carrera de Derecho en Zagreb. Estudió Historia en Sarajevo. Trabajó en el Instituto para la Protección de Monumentos Culturales de Sarajevo y fue custodio superior del Museo Nacional de Bosnia y Herzegovina en Sarajevo hasta su jubilación. Obtuvo su doctorado en la Facultad de Filosofía de la Universidad de Belgrado. Su investigación arqueológica se centró en los yacimientos de la corte real de la Bosnia medieval en Bobovac y Kraljeva Sutjeska, y en la zona de Visoko medieval. Recibió el Premio 27 de Julio en 1974 de la República Socialista de Bosnia y Herzegovina por su contribución a los trabajos arqueológicos realizados en Bobovac y Kraljeva Sutjeska.

## Libros
- Bobovac and Kraljeva Sutjeska: Royal seats of Bosnian rulers in 14 and 15 centuries (Bobovac i Kraljeva Sutjeska: stolna mjesta bosanskih vladara u XIV i XV stoljeću)[9]
- Studies about territorial and political organization of medieval Bosnia (Studije o teritorijalnopolitičkoj organizaciji srednjovjekovne Bosne)[10]
- Visoko and environment through history (Visoko i okolina kroz istoriju)[11]